# Famille d'Aubonne
Pour les articles homonymes, voir Aubonne.
La famille d'Aubonne est une famille noble du canton de Vaud en Suisse,  mentionnée entre les XIIe siècle et XVe siècle.
Le Répertoire des familles vaudoises qualifiées, de l'an 1000 à l'an 1800 (1883) rappelait que « le nom d'Aubonne a été porté par diverses familles, dont la plus importante est celle de dynastes ». Lors de l'extinction de la branche aînée, la seigneurie passe à la famille de Menthon et ses membres en portent le titre.

## Histoire
Occupant un rang distingué parmi les dynastes vaudois, les sires d'Aubonne régnaient sur un territoire s'étendant sur les diocèses de Genève et de Lausanne de part et d'autre de l'Aubonne.
Les premiers membres connus de cette famille seraient Turumbert et Dodon,. Ils apparaissent comme des primats du royaume de Bourgogne, qui siégeaient au plaid d'Eysins, en 1001 ou 1002, sous le roi Rodolphe III, au cours duquel étaient confirmées des donations à l'abbatiale de Romainmôtier. Toutefois, l'appartenance à cette famille de ces deux personnages n'est pas attestée. Charrière (1870) ajoute également Gérold comme probable fils de Turumbert, selon cette mention Geroldus filius Turumberti de Albonna), vers 1040, et Nantelme (mentionné vers 1130). Mais il existe des lacunes généalogiques pour ces personnages.
Un siècle plus tard, Humbert Ier, seigneur d'Aubonne, est mentionné pour la période de 1154 à 1177. Charrière (1870) considère qu'il pourrait être le fils Nantelme. Humbert est bienfaiteur de l'abbaye de Théla (alias Montheron).
En 1234, trois frères et seigneurs d'Aubonne, Guerric, Jacques II et Pierre II, dit Putoz, accordent des franchises à la ville d'Aubonne.
En 1255, Guerric d'Aubonne cède sa part de la seigneurie à Pierre II de Savoie, qui la transmet à Humbert de Thoire-Villars. Avec l'arrivée de ces nouveaux seigneurs est édifié un « bourg neuf » entre 1319 et 1343.
La branche aînée lausannoise semble s'éteindre dans le courant du XVe siècle.

## Filiation
La filiation repose sur l'article de Louis Charrière (1870). Si pour les premiers membres, la filiation est non prouvée, à partir d'Humbert Ier, seigneur d'Aubonne, la filiation semble connue.
Turumbert II d'Aubonne, probable fils de Dodon. Il est cité, au début du Xe siècle, pour avoir fait don à l'église Saint-Pierre de Romainmôtier de ce qu'il possédait à Bougel après son décès, ainsi qu'une vigne située à Chivrajon (à proximité d'Aubonne).
Son épouse est inconnue, il a :
- Gérold, qui suit,
- Une fille qui a Amaury, Guido, Nantelme, Dalmas et Odalric.

Gérold d'Aubonne. Il est cité dans un acte de la seconde moitié du XIe siècle par lequel : « Pour le remède de son âme et de celles de ses parents et afin que Dieu leur pardonne tous leurs péchés, Gérold, fils de Turumbert d'Aubonne, donne à Dieu, à ses saints apôtres Pierre et Paul et au couvent de Romainmotier, un manse, situé à Mauraz, avec toutes ses appartenances, en maisons, chésaux, champs, prés, bois et cours d'eau, et aussi avec le serf qui l'habite, nommé Aaluuenus, ses fils et ses filles. Les neveux » (ou petit-fils, le terme « nepote » utilisé dans la charte pouvant signifier les deux) « du donateur, savoir: Amaldric, Widon, Namtelme, Dalmace et Odulric, chanoine, approuvent cette donation ». Le 16 mai 1047 Gérold, avec Gospert, Otelin et Arbert, sont les témoins d'une autre donation faite à Romainmôtier par Richard.[réf. souhaitée] On ne lui connaît ni d'épouse, ni de descendance.
Nantelme Ier d'Aubonne, neveu ou petit-fils de Gérold. Il est cité dans un plaid de 1130 tenu à Nyon par Humbert de Prangin toujours en faveur du couvent de Romainmôtier. On ne lui connaît pas d'épouse ni de descendance.
Humbert d'Aubonne, (? - après 1172), seigneur d'Aubonne. Il est qualifié de sire (dominus [réf. nécessaire]). Il apparaît comme bienfaiteur de l'abbaye de Montheron, ou de Théla, à laquelle il donne la terre nommée "Bois-Lambert", sa part dans celle d'"Archens" (aujourd'hui au lieu-dit "Bois d'Archens") et ses dîmes de Montheron, tout cela en présence de Guillaume d'Écublens et de son frère Conon, de Bertin de Fons et de Conon d'Astens. Il favorise également la chartreuse d'Oujon et l'abbaye de Bonmont. Malgré ses bonnes dispositions envers les religieux il entre en conflit avec l'église de Lausanne au sujet de la possession du village de Saint-Livres, ancienne terre de cette église, [mais qu'Humbert revendiquait car il la tenait de sa tante Béatrice de Faucigny (épouse de Thoire-Villars) qui l'avait reçue de sa propre nièce Béatrice de Savoie-Faucigny après que Pierre II de Savoie l'eut annexée ? ; Aporie chronologique : Humbert d'Aubonne vit au XIIe siècle, alors que ces derniers personnages sont du XIIIe siècle !].
Il est possible qu'il épouse Pétronille, fille de Walcher de Divonne, dont :
- Nantelme II, qui suit,
- Aimon,
- Jacques ou Jacob Ier, qui suit.

Jacques Ier d'Aubonne, (? - après 1172), chevalier, il est cité dans plusieurs chartes de 1179-1210 en faveur d'Oujon et de Bonmont. Son épouse est inconnue. Dont :
- Pierre Ier, à l'origine de la famille d'Aubonne fixée à Lausanne. Celui-ci a un fils, Pierre II.

Nantelme II d'Aubonne, (? - après 1204), seigneur d'Aubonne. Il est cité dans une transaction faite le 17 mars 1197 avec l'abbé de Bonmont Jean, par laquelle Nantelme lui concède la propriété des vignes de Divonne.
Mariages et succession :
Il épouse en premières noces Gerriette (? - 1197/1200) puis Alix (? - 1235). Dont :

Du premier mariage :
- Guerry qui suit,
- Jacques II qui suit,
- Étienne, (? - 1255),

Du second mariage :
- Pierre III, dit Putoux, qui suit.

Guerry d'Aubonne, (? - 23 août 1259 ou 19 août 1263), co-seigneur d'Aubonne avec son frère Jacques II. Toutefois Guerry étant intitulé "dominus" (hauts-barons, seigneurs dominants[réf. nécessaire]) dans les actes, il en possède la plus grande part. Le 4 avril 1208 Bertold V de Zähringen lui inféode une grande terre comprenant tout le territoire depuis le Mont-Marchia, près de Montricher, jusqu'au Mont-Salla. En avril 1234 sont présentées les « Franchises d'Aubonne » par l'abbé de Bonmont Michel en présence de Guerry et de ses frères Jacques et Putoux. Cet acte, en vingt-sept articles, répertoriait les droits des seigneurs et ceux des bourgeois. Il y est stipulé que Guerry et Jacques avaient des droits sur Aubonne, le premier possédant la « partie antérieure » du château et le second la « partie postérieure ». Le 23 août 1255, il cède sa part de la seigneurie à Pierre II de Savoie.
Il épouse Clémence (? - après le 22 juillet 1256), dont :
- Étienne, (? - 22 juillet 1256/62),
- Jean Ier, (? - 1295), son épouse est inconnue, il a[Note 13] Simon, Guillaume, Jacquet, Henri, Marguerite, Jacquette et Clémence,
- Aimon, (? - 1292), moine[Note 14] à Saint-Oyand de Joux.

Jacques II d'Aubonne, (? - 1235/36), co-seigneur d'Aubonne avec son frère Guerry, chevalier. Durant sa vie il fait d'importants dons à la chartreuse d'Oujon.
Il épouse Béatrice, (? - après 1262). Dont :
- Jacques III qui suivra,
- Jean, (? - après mai 1244),
- Jordane, (? - après mai 1244),
- Alix, (? - après mai 1244),
- Léonette, (? - après mai 1244),
- Clémence, (? - après mai 1244).

Pierre III d'Aubonne, (? - après 1269), dit Putoux (posthume), né après le décès de son père (ce qui expliquerait son surnom).
Il épouse en premières noces Froyn, puis Binfa. Il a :

Du premier mariage :
- Guerry, (? - avant 1237),

Du premier ou second mariage :
- Alexie[Note 19], (? - 1310/12) elle épouse en 1283 Pierre II d'Aubonne puis Pierre de Prangin,
- Étiennette (? - 1312) elle épouse Jean de saint-Oyen,

Du second mariage :
- François (? - 1283)

Jacques III d'Aubonne, (1212/22 - 1274/77), co-seigneur d'Aubonne. En mars 1242, il remet au comte Pierre II de Savoie sa part dans la seigneurie d'Aubonne avant de la reprendre en fief.
Sa première épouse n'est pas connue, ensuite il épouse Marguerite d'Oron il a :
Du premier mariage :
- un fils[Note 22], (? - avant mars 1242),

Du second mariage :
- Aymon[Note 23], (1248/56 - 1274/77), il a un enfant illégitime nommé Guillaume (? - après 1327),
- Jean II, qui suit,
- Arthaud[Note 24], (? - après le 10 décembre 1306), chevalier et bailli de Vaud[8].

Jean II d'Aubonne, (1259/67 - 1305), chevalier, co-seigneur d'Aubonne avec Humbert de Thoire-Villars. En mars 1290, Jean reçoit l'hommage lige de Vaucher de Grancy, dit "Fraschar", de tout ce que ce dernier possédait "depuis la Morges jusqu'au Jorat et depuis le lac Lausanne jusqu'à la Joux".
Il épouse Binfa dont :
- Jean III qui suit,
- Hélène (? - avant le 21 mars 1344), elle épouse Jean de Lucinge de Duzillier,
- Marguerite, (? - 1350), elle épouse Henri Tavelli, citoyen de Genève,
- Éléonore,
- Alexie,
- Henriette,
- Françoise.

Jean III d'Aubonne, (1295/1303 - après le 18 septembre 1369), chevalier dès 1340, co-seigneur d'Aubonne avec Guillaume Alamandi, lieutenant des châteaux de Granges et de Sierre pour le comte Amédée VI de Savoie, châtelain du château de Tourbillon et vice-bailli du Valais.
Il épouse en premières noces Marguerite, fille de Girard III d'Oron, puis en secondes noces Johanette, fille de Jean d'Anniviers. Dont :

Du premier mariage :
- Humbert II, co-seigneur d'Aubonne décédé sans postérité,
- Catherine, épouse de Jean d'Oron,
- Guillermette, épouse de Jean de Disy,
- Johanette, épouse de Jean de Rych,
- Antonie.

Du son second mariage :
- Antoine qui succédera à son frère Humbert II
- Jacques.

Antoine d'Aubonne, (? - 1430), co-seigneur d'Aubonne. Il épouse en premières noces Mirande de Menthon de qui il n'a pas d'enfants, puis en secondes noces, en 1399, Agnès de Vuippens. Dont :
- Louis, décédé jeune,
- Marguerite.

Marguerite d'Abonne, (? - 1458), co-dame d'Aubonne. Elle épouse, en 1418, Henri de Montricher, dernier de cette famille.

## Armes et sceaux
Le premier sceau appartient à Guerric. Ses armes sont un croissant accompagné de deux étoiles, une à sept rais en chef et une à six en pointe, date de 1234. Jacques II, son frère, porte un sceau équestre d'un croissant contourné accompagné de trois étoiles, deux en chef et une en pointe (1235),.
Un sceau de 1286 porte un « croissant tourné et accompagné en chef de deux étoiles rayonnantes ». Dix ans plus tard, le dessin devient « un croissant accompagné de trois étoiles, deux en chef et une en pointe ».
Jacques, co-seigneur, utilise un sceau différent quatre pals sous un chef. (1262 et 1264)
Face à la variété des sceaux, Galbreath (1920) conclu que le « Le croissant et les étoiles se rapporteraient à l'écu, dont ils formaient peut-être les renforcements, et le pallé au chef, à la bannière, tous les deux ayant été portés simultanément à l'époque de formation des armoiries. »
Galbreath (1920) fait observer qu'une famille d'Aubonne de France-Comté porte D'azur au chevron d'argent accompagné de deux étoiles en chef et d'un croissant en pointe. (Armorial de Franche-Comté) et conlue qu'il pourrait s'agir d'une branche avec une brisure.